# 대령에게는 편지가 오지 않는다
대령에게는 편지가 오지 않는다(El Coronel No Tiene Quien Le Escriba, No One Writes To The Colonel)는 멕시코에서 제작된 아르투로 립스타인 감독의 1999년 영화이다. 페르난도 루한 등이 주연으로 출연하였고 호르헤 산체즈 등이 제작에 참여하였다.

## 출연

### 주연
- 페르난도 루한
- 마리사 파레데스
- 셀마 헤이엑

### 조연
- 라파엘 인클랜
- 어네스토 야네즈
- 다니엘 기메네즈 카쵸

## 제작진
- 원작자: 가브리엘 가르시아 마르케스
- 공동제작: 티에리 포트
- 공동제작: 제라르도 헤르레로
- 미술: 안토니오 무노-히에로